# Crosley Field
Le Crosley Field est un ancien stade de la Ligue majeure de baseball située à Cincinnati, (Ohio) aux États-Unis.

## Histoire
Il est le terrain des Reds de Cincinnati de la Ligue nationale de 1912 au 24 juin 1970 et l'équipe originale de football les Bengals de Cincinnati.
Contrairement à la croyance populaire, il n'a pas été le foyer d'origine de la franchise actuelle dans la National Football League du même nom (leur stade en 1968 et 1969 était proche du Nippert Stadium.
L'emplacement du diamant et par conséquent la principale zone de gradins de sièges a été déplacé plusieurs fois pendant l'existence du parc. Certains des mouvements abouti à des noms différents d'être affectés au terrain de balle au cours de sa 86 1/2 saisons d'utilisation : 
- 1884-1901 : League Park
- 1902-1911 : Palace of the Fans
- 1912-1970 : Redland Field, rebaptisée Crosley Field en 1934.